# Al-Nasirah, Syria
Al-Nasirah (tiếng Ả Rập: الناصرة, cũng đánh vần al-Nasreh) là một thị trấn Kitô giáo nhỏ ở phía tây bắc Syria, một phần hành chính của Tỉnh Homs, nằm ở phía tây Homs và ngay phía bắc biên giới với Liban. Các địa phương lân cận bao gồm Habnamrah ở phía tây bắc, Marmarita và Ayn al-Bardah ở phía tây, Zweitina ở phía tây nam, al-Husn ở phía nam, al-Huwash và al-Mazinah ở phía đông nam, Shin ở phía đông, Muqlus ở phía đông bắc, Hadeih và Mashta al-Helu ở phía bắc. Theo Cục Thống kê Trung ương Syria (CBS), al-Nasirah có dân số 835 trong cuộc điều tra dân số năm 2004. Đây là trung tâm hành chính của al-Nasirah nahiyah ("cấp dưới") bao gồm 20 địa phương với dân số tập thể là 16.678 vào năm 2004. Tiểu khu chiếm phần lớn chiếm một khu vực được gọi là Wadi al-Nasara ("Thung lũng của các Kitô hữu".) Cư dân của thị trấn chủ yếu là Kitô hữu Chính thống Hy Lạp.
Lady of the Valley, nằm ở Wadi al-Nasara, là một trong những đền thờ Thánh Mẫu ở Trung Đông.